# Leonardo Silva
Leonardo Fabiano da Silva e Silva (Rio de Janeiro, 22 de junho de 1979) é um ex-futebolista brasileiro que atuava como zagueiro. Atualmente é o 4.º defensor com mais gols no Campeonato Brasileiro, com 33 gols em 497 partidas.

## Carreira
Começou no America-RJ em 1997, onde jogou nas categorias de base (tinha o curioso apelido de Agulhão) e se profissionalizou, permanecendo no clube até 2002, quando foi contratado pelo Brasiliense.
Em 2004 foi para o Bahia, defendendo o tricolor baiano durante toda a temporada. Se destacou e, em 2005, foi contratado pelo Palmeiras, onde não teve muitas oportunidades. Um dos motivos pela falta de sequência foi a expulsão numa partida contra o Ituano, onde fora suplente e após sua entrada passou 27 minutos em campo até ser expulso. Além disso, por conta das lesões, acabou sendo emprestado à Portuguesa no ano seguinte e ao Juventude em 2007, jogando uma quantidade razoável de partidas nos dois clubes.
Ainda em 2007 foi emprestado novamente, dessa vez ao Al-Wahda. O zagueiro permaneceu no clube dos Emirados Árabes até 2008, quando voltou ao Brasil para defender o Vitória, mais uma vez por empréstimo. No rubro-negro baiano, foi campeão estadual e destacou-se nacionalmente na campanha do clube na Série A do Brasileirão.

### Cruzeiro
Em janeiro de 2009, o Palmeiras optou por emprestá-lo ao Cruzeiro. Leonardo Silva foi novamente destaque no time celeste, tornando-se um dos jogadores mais regulares do elenco. Além de ter conquistado o Campeonato Mineiro, o zagueiro foi um dos maiores destaques na campanha do vice-campeonato do Cruzeiro na Libertadores, fazendo um dos gols nas quartas de finais contra o São Paulo. Também ajudou a equipe a classificar-se para a Copa Libertadores de 2010, numa recuperação incrível da Raposa no segundo turno do Campeonato Brasileiro daquele ano, classificando-se em 4º lugar e tomando lugar que seria de seu arquirrival, Atlético Mineiro. No final da temporada, o clube celeste comprou o passe do jogador.
Em junho de 2010, Leonardo Silva sofreu uma grave lesão que o afastou dos gramados. Já em dezembro, depois de não mostrar vontade em renovar com o clube, a imprensa declarou que o zagueiro estaria negociando com outros clubes. Assim, o Cruzeiro liberou o atleta.

### Atlético Mineiro
Para a temporada de 2011, Leonardo Silva foi anunciado, por Alexandre Kalil, para juntar-se ao elenco do seu antigo rival Atlético Mineiro, sendo contratado por dois anos. Dentro de campo, formou uma grande dupla de zaga com Réver, até mesmo revezando a braçadeira de capitão. Como ambos têm 1,92 m de altura, foram carinhosamente apelidados pela torcida do Galo de "Torres Gêmeas" pelo fato de marcarem muitos gols, principalmente de cabeça, sendo uma das zagas mais fortes do futebol brasileiro.
No dia 21 de setembro de 2012, o Atlético anunciou a renovação de contrato de Leonardo Silva, com o zagueiro assinando um novo vínculo válido por mais dois anos. Já no dia 3 de dezembro, o jogador recebeu o prêmio de melhor zagueiro do Campeonato Brasileiro.

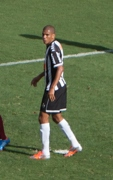
Leonardo Silva atuando pelo Atlético em 2012

Em 24 de julho de 2013, sagrou-se campeão da Copa Libertadores da América pelo Atlético Mineiro. No segundo jogo da final da Libertadores, contra o Olimpia, no Mineirão, o zagueiro marcou até o momento o gol mais importante da história do Galo: aos 41 minutos do segundo tempo, depois de um cruzamento de Bernard pelo lado direito, Léo Silva cabeceou no contrapé do goleiro Martín Silva, marcando o gol que levou o jogo para a prorrogação e, posteriormente, para a disputa por pênaltis. Nas penalidades, o zagueiro converteu o quarto e último pênalti que garantiu ao Atlético o título inédito de campeão da América.
Em 2014, após mais uma excelente temporada com a camisa alvinegra, e tendo levantado as taças da Recopa Sul-Americana e da Copa do Brasil como capitão da equipe devido às lesões do companheiro de zaga Réver, Leonardo Silva renovou seu vínculo por um ano com o Galo, até o final de 2015.
No dia 31 de maio de 2015, na vitória por 3–0 sobre o Vasco da Gama, no Estádio Independência, Léo Silva atingiu a marca de 200 jogos com a camisa alvinegra.
Ainda em 2015, seguiu escrevendo seu nome na história do clube: ao marcar seu 23.º gol com a camisa alvinegra, no triunfo por 2–0 sobre o Avaí, ultrapassou seu ex-companheiro de zaga, Réver, no posto de maior zagueiro artilheiro da história do Galo. Ao final da temporada, voltou a renovar seu contrato com o clube por mais um ano.
Em 19 de outubro de 2016, em uma partida contra o Juventude pela Copa do Brasil, Léo sofreu uma ruptura do tendão do músculo anterior da coxa direita, que o afastou do restante da temporada 2016.
Completamente recuperado da lesão muscular, o capitão do Atlético intensificou o trabalho na pré-temporada de 2017 para se recuperar e poder atuar em alto nível. Já no dia 7 de maio, voltou a levantar mais um troféu do Campeonato Mineiro, conquistado na vitória por 2–1 sobre o Cruzeiro.
No dia 30 de julho de 2017, na vitória por 2–0 sobre o Coritiba no Couto Pereira, o capitão alvinegro chegou à marca de 300 jogos com a camisa do Galo — o 21º jogador que mais vestiu a camisa atleticana. Juntamente com o goleiro Victor, Leonardo Silva foi agraciado pela diretoria atleticana com uma placa e uma camisa comemorativa por completarem a expressiva marca de 300 jogos pelo clube. A placa recebida pelo defensor carregava os seguintes dizeres:
| “ | Poucos atletas conseguem atingir a marca de 300 jogos pelo clube. Nesse período, você vestiu a camisa com dignidade, dedicação, profissionalismo e liderança. Ostentou a faixa de capitão com a grandeza dos maiores craques. Levantou troféus e carregou a paixão da massa em cada gota de suor. Seu nome é presença certa no rol dos maiores zagueiros de nossa história e será sempre lembrado pelo respeito ao manto alvinegro. | ” |

Em 19 de novembro, Léo Silva marcou o gol de número 30 com a camisa do Galo: o terceiro na vitória por 3–0 sobre o Coritiba, no Estádio Independência. Em 2018, marcou seu 30.º gol pelo Atlético Mineiro apenas em Campeonatos Brasileiros, tornando-se o zagueiro com o maior número de gols marcados na história da competição.
Encerrou sua carreira no Atlético ao final da temporada de 2019, tendo disputado um total 390 jogos e marcado 36 gols pelo clube.

## Seleção Nacional
No dia 13 de novembro de 2012, Leonardo Silva recebeu sua primeira convocação para a Seleção Brasileira, sendo chamado pelo técnico Mano Menezes para a disputa do Superclássico das Américas contra a Argentina.

## Títulos
Brasiliense
- Campeonato Brasiliense: 2002
- Campeonato Brasileiro – Série C: 2002

Vitória
- Campeonato Baiano: 2008

Cruzeiro
- Campeonato Mineiro: 2009
- Campeonato Internacional de Verano: 2009

Atlético Mineiro
- Campeonato Mineiro: 2012, 2013, 2015 e 2017
- Copa Libertadores da América: 2013
- Recopa Sul-Americana: 2014
- Copa do Brasil: 2014
- Florida Cup: 2016

Seleção Brasileira
- Superclássico das Américas: 2012

### Prêmios individuais
- Seleção do Campeonato Mineiro: 2012
- Prêmio Craque do Brasileirão 2012[8]
- Bola de Prata da revista Placar: 2012